# Sydney (Schiff, 1913)
HMAS Sydney war ein Leichter Kreuzer der australischen Marine.
Sie gehörte zu der aus sechs Einheiten bestehenden Chatham-Klasse, der dritten Gruppe der Town-Klasse. Drei der Schiffe, Chatham, Dublin und Southampton, gingen an die britische Marine. Die anderen drei, Brisbane, Melbourne und Sydney selbst, wurden an die australische Marine übergeben.

## Geschichte
Die Sydney wurde als zweiter australischer Kreuzer der Town-Klasse am 26. Juni 1913 in Portsmouth in Dienst gestellt und begann dort am 25. Juli die Reise nach Australien. Am 19. September 1913 traf sie in Albany, Westaustralien, ein.

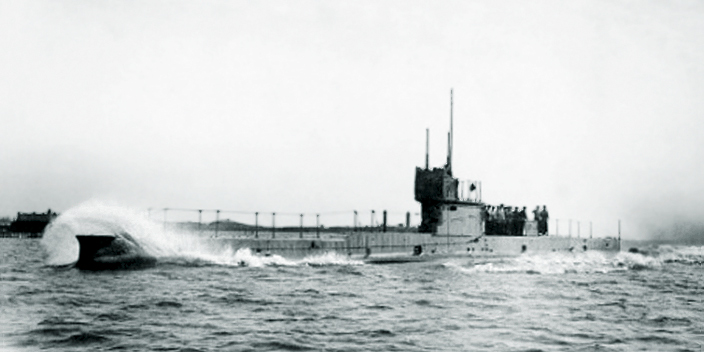
Australisches U-Boot AE 1

Nach einer Zeit in verschiedenen Häfen an der australischen Ostküste verlegte sie im März 1914 nach Singapur, um die seit Februar auf dem Ausmarsch nach Australien befindlichen U-Boote AE1 und AE2 auf dem letzten Abschnitte der Reise zu unterstützen. Am 25. Mai traf sie mit den ersten australischen U-Booten in Sydney ein. Sie verblieb in australischen Gewässern und befand sich Anfang August vor der Küste von Queensland.

### Erste Kriegseinsätze

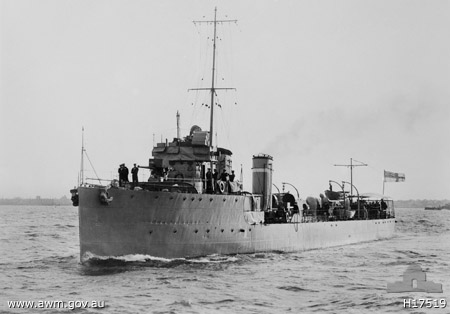
Australischer Zerstörer Yarra

Am 3. August 1914 traf sie mit den australischen Zerstörern Warrego und Yarra in Townsville zusammen und liefen mit diesen am 4. August nach Norden, um sich dem Pazifikgeschwader Konteradmiral George Edwin Pateys bei Thursday Island anzuschließen. Dieses Geschwader mit dem Schlachtkreuzer Australia, der Melbourne, dem Kreuzer Encounter und dem Zerstörer Paramatta sollte das deutsche Ostasiengeschwader daran hindern, in australische Gewässer zu gelangen, und gleichzeitig den Deutschen ihre Basen und Hilfsmittel entziehen. Die Zerstörer klärten die Häfen von Matupi und Rabaul (dt. bis 1918: Simpsonhafen) auf, entdeckten aber weder größere deutsche Handelsschiffe noch Kriegsschiffe. Die deutsche Südseestation war derzeit unbesetzt und Maximilian von Spee befand sich mit seinem Geschwader weit im Norden der deutschen Kolonie Deutsch-Neuguinea. Patey entschied sich daher, erst die neuseeländische Besetzung von Samoa am 29./30. August 1914 zu unterstützen und ließ im Norden nur die Sydney und die Zerstörer zurück. Vor Samoa schloss sich der französische Kreuzer Montcalm dem Pazifikgeschwader an.
Nach Rückkehr des Pazifikgeschwaders begann am 7. September dann von Townsville aus die australische Besetzung des südlichen Teils des deutschen Schutzgebietes. Die beiden australischen U-Boote, ein Versorgungsschiff und drei Kohlendampfer standen zusätzlich zur Verfügung. Der Transporter Berrima (11.137 BRT, 1913 ex P&O) transportierte das 1500 Mann starke australische Expeditionskorps AN&MEF. Dabei unterstützte die Sydney vom 9. bis 11. September die Besetzung von Rabaul, während die Melbourne am 9. die Funkstation auf Nauru zerstörte. Am 14. September schoss bei Toma, nahe Rabaul, erstmals ein australisches Kriegsschiff (Encounter) auf einen Feind und mit AE1 ging erstmals ein australisches Kriegsschiff verloren. Vom nahe Rabaul auf Patrouillenfahrt befindlichen U-Boot und seiner 35-köpfigen Besatzung wurde nie eine Spur gefunden. Am 21. September 1914 erfolgte die Übergabe der so genannten „gesamten bewaffneten Macht des Schutzgebietes“ – fünf Offiziere, 35 deutsche und 110 melanesische Bewaffnete – an den australischen Oberbefehlshaber. Die übrigen Ortschaften auf Kaiser-Wilhelms-Land und im Bismarck-Archipel wurden nacheinander kampflos von australischen Streitkräften besetzt. Als letzte deutsche Regierungsstation wurde am 11. Januar 1915 Morobe besetzt.
Am 26. September zerstörte die Sydney noch die deutsche Funkstation auf Angaur / Palauinseln. Der deutsche Hilfskreuzer Prinz Eitel Friedrich hatte elf Tage zuvor das dort befindliche Kohlenlager geleert und war auf Gegenkurs gleichzeitig nach Neuguinea gelaufen. Auch der deutsche Hilfskreuzer Cormoran war einer Entdeckung vor Neuguinea nur knapp entgangen.
Im Oktober sandte Patey die beiden Town-Kreuzer nach Australien zurück, da sie den ersten großen Truppentransport nach Europa begleiten sollten, den die im Indischen Ozean aktiven deutschen Kreuzer Emden und Königsberg gefährden könnten.

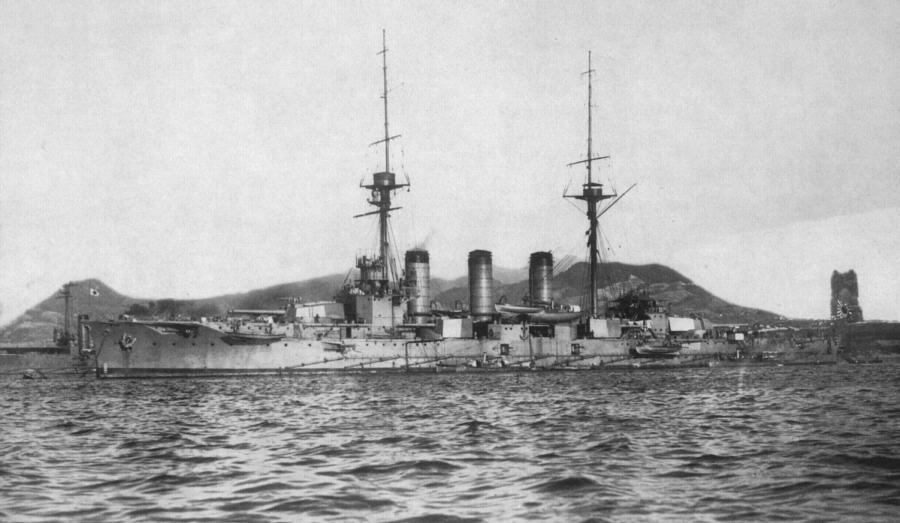
Japanischer Kreuzer Ibuki

Dieser erste Anzac-Konvoi mit 38 Transportern, die etwa 30.000 australische und neuseeländische Soldaten und 10.000 Pferde an Bord hatten, aus Albany lief am 1. November 1914 mit dem ersten Ziel Aden aus. Allerdings sollten die Truppen nicht bis Europa gebracht werden, sondern vorerst nur bis Ägypten, wo man die Ausbildung vervollständigen wollte. Nur wenige dieser ersten Anzac-Soldaten sollten je an der Westfront eingesetzt werden.
Der erste Einsatz der australischen und neuseeländischen Soldaten fand in der Schlacht von Gallipoli statt. Sichern sollten den Konvoi das bisherige Flaggschiff der britischen China-Station, der Panzerkreuzer Minotaur, der japanische Panzerkreuzer Ibuki, der durch die Südsee bis Neuseeland gelaufen war und jetzt die 10 neuseeländischen Transporter schon nach Australien geleitet hatte und die beiden australischen Town-Kreuzer. Der alte Kreuzer Pioneer sollte den Konvoi bis zu den Kokosinseln begleiten, fiel aber schon am ersten Tag durch Maschinenschaden völlig aus.

### Gefecht mit derEmden
Am 9. November stand der Konvoi nahe der Kokosinseln, und die Sydney war das am nächsten stehende Kriegsschiff, als die dortige Funkstation ein fremdes Kriegsschiff meldete. Etwa 40 Minuten nach dieser Meldung verließ sie den Konvoi und entdeckte zwei Stunden später die Emden bei der Inselgruppe. Der deutsche Kleine Kreuzer eröffnete frühzeitig das Feuer, um den überlegenen australischen Kreuzer schon auf Distanz außer Gefecht zu setzen. Die Deutschen trafen die Sydney schon mit der zweiten Salve und konnten insgesamt 15 Treffer erzielen, wobei die Granaten allerdings nur zu einem geringen Teil explodierten. Auf der Sydney wurden bei dem Gefecht vier Menschen getötet.
Der Sydney gelang es, durch ihre größere Feuerkraft und Schnelligkeit, das Gefecht zu ihren Gunsten zu führen und die Emden, die im Indischen Ozean erfolgreich Handelskrieg gegen die Nachschublinien der Entente geführt hatte, in knapp zwei Stunden außer Gefecht zu setzen. Gegen 11:00 Uhr war die Emden nach zahlreichen Treffern kampfunfähig und stellte das Feuer ein. Um sein Schiff vor dem Sinken zu bewahren, beschloss der Kommandant Karl von Müller, es auf den Strand von North Keeling Island, einer der Kokosinseln zu setzen. Um 11:20 Uhr lief die Emden auf ein vorgelagertes Korallenriff auf. Die Sydney verfolgte nun das Kohlenschiff Buresk und holte es nach einiger Zeit ein. Die deutsche Prisenbesatzung versenkte daher das Schiff. Die Sydney übernahm die Deutschen und kehrte gegen 16:00 Uhr zur Emden zurück. Da mehrere Signalanfragen bzgl. einer Übergabe angeblich nicht beantwortet wurden und die Kriegsflagge immer noch im Topp wehte, setzte die Sydney den Beschuss des Wracks fort, bis die Kriegsflagge eingeholt wurde. Dadurch wurden 7 Männer getötet und 13 verwundet. Bei dem Versuch, an Land zu schwimmen, ertranken vier Seeleute.

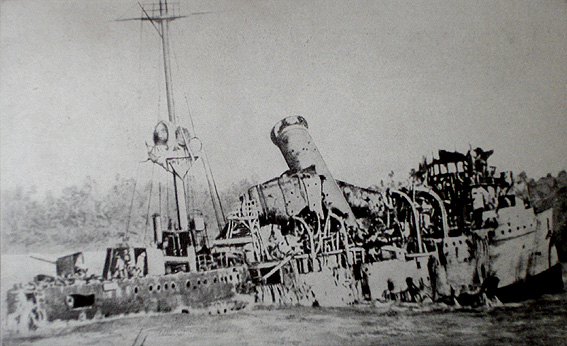
Wrack der Emden

Am nächsten Tag wurden die Überlebenden der deutschen Besatzung vom Wrack bzw. von North Keeling Island geborgen. Danach lief die Sydney nach dem nahegelegenen Direction Island mit der Fernmelde-Kabelstation. Doch die 50 Männer vom Landungszug, unter dem Kommando von Kapitänleutnant Hellmuth von Mücke, waren am Abend zuvor mit dem alten Schoner Ayesha entkommen. Nach einer abenteuerlichen Odyssee über Arabien und Konstantinopel konnten sie im Juni 1915 nach Deutschland zurückkehren.
Auf der Emden waren nach diesem Gefecht 136 tote Besatzungsmitglieder zu verzeichnen. 197 Seeleute, darunter 65 Verwundete sowie die 16 Mann Prisenbesatzung von der Buresk, gerieten in Gefangenschaft. Darunter war auch der Kommandant Karl von Müller (bis September 1918). Auf der Sydney gab es lediglich vier Tote und zwölf Verwundete. Die erlittenen Schäden waren vergleichsweise gering.

### Stationsdienst vor Nord- und Mittelamerika

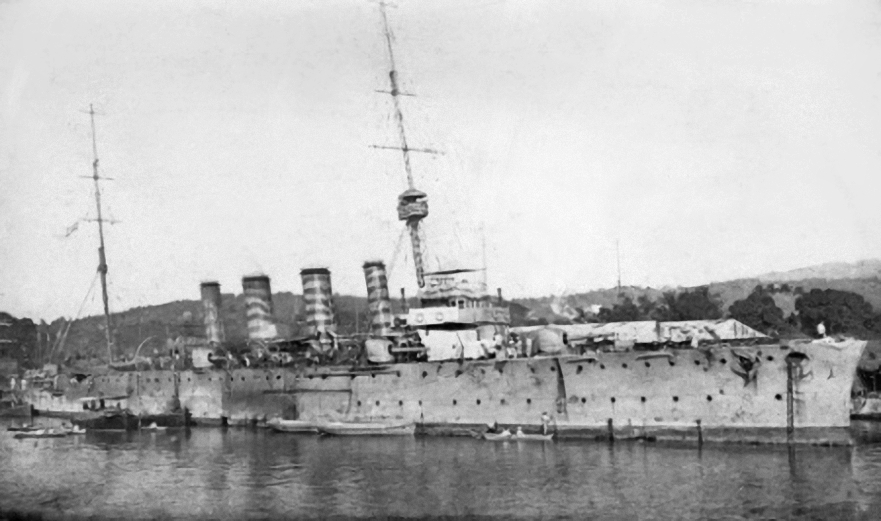
Sydney in der Karibik

Nachdem der deutsche Kreuzer ausgeschaltet war, schloss die Sydney wieder zum Konvoi auf. Da die Königsberg inzwischen im Rufiji-Delta blockiert war, verließen die australischen Kreuzer im Indischen Ozean den nicht mehr bedrohten Konvoi und liefen nach Colombo, wo die Sydney am 15. November einlief. Die am Vortag eingelaufene Melbourne war schon Richtung Mittelmeer wieder ausgelaufen, um zur Nordamerikanischen Station zu gehen und sich an der Suche nach der Karlsruhe zu beteiligen. Diese war allerdings durch ein ungeklärtes Explosionsunglück bereits gesunken, ohne dass die Briten dies wussten. Die Sydney folgte dem Schwesterschiff und erreichte Malta am 3. Dezember und ging dann nach Bermuda. Die North American and West Indies Station reichte von Kanada durch die Karibik bis Nordbrasilien, hatte das Hauptquartier auf den Bermudas und Halifax (Nova Scotia) als nördliche Basis. Die Kreuzer suchten nach deutschen Hilfskreuzern und bewachten die neutralen Häfen, in denen deutsche Schiffe Zuflucht gefunden hatten. Die Sydney war meist in Kingston (Jamaika) stationiert.
Im Herbst 1916 verlegten die australischen Kreuzer zur Grand Fleet, wo sie bis zum Kriegsende im Zweiten Leichten Kreuzergeschwader Dienst taten.

### Dienst in der Nordsee
Am 9. September 1916 verließ die Sydney die Bermudas und erreichte am 19. Devonport, um anschließend in Greenock überholt zu werden. Am 31. Oktober trat sie kurzzeitig in Scapa Flow zum 5. Schlachtgeschwader und verlegte 15. November 1916 nach Rosyth zum Zweiten Leichten Kreuzergeschwader, dem auch die Schwesterschiffe Southampton, Dublin und Melbourne angehörten. Das Geschwader wurde in der Regel zusammen mit dem Zweiten Schlachtkreuzergeschwader eingesetzt, dessen Flaggschiff die Australia war.
Am 4. Mai 1917 lieferten sich die auf dem Weg vom Humber zum Firth of Forth befindliche Sydney mit dem deutschen Marineluftschiff L 43 ein Gefecht. L 43 warf alle seine Bomben erfolglos auf den Kreuzer, der seine gesamte Flugabwehrmunition ebenso erfolglos verschoss. Ab August wurde der Kreuzer dann in Chatham überholt. Er erhielt einen neuen Dreibeinmast und als erstes Kriegsschiff eine drehbare Startplattform für Flugzeuge. Am 8. Dezember startete von dieser Rampe erstmals eine Sopwith Pup und am 17. erfolgte der erste Start mit Drehung. 1918 wurde die Pup durch eine Sopwith Camel ersetzt. Am 1. Juni 1918 wurden auf einer Patrouillenfahrt die britischen Kreuzer durch deutsche Seeflugzeuge angegriffen.
Melbourne und Sydney starteten ihre Camels. Die Camel der Sydney verfolgte die Deutschen und ihr gelang angeblich der Abschuss einer Maschine. Unsicher, ob sie das eigene Schiff wiederfinden würde, landete sie neben dem Zerstörer Sharpshooter und der Pilot wurde von dem Boot gerettet. Dem Kreuzer Canterbury gelang es, auch die Maschine noch zu bergen.
Am 21. November 1918 nahm die Sydney an der Kapitulation und Auslieferung der Deutschen Hochseeflotte teil.

### Nachkriegsverwendung

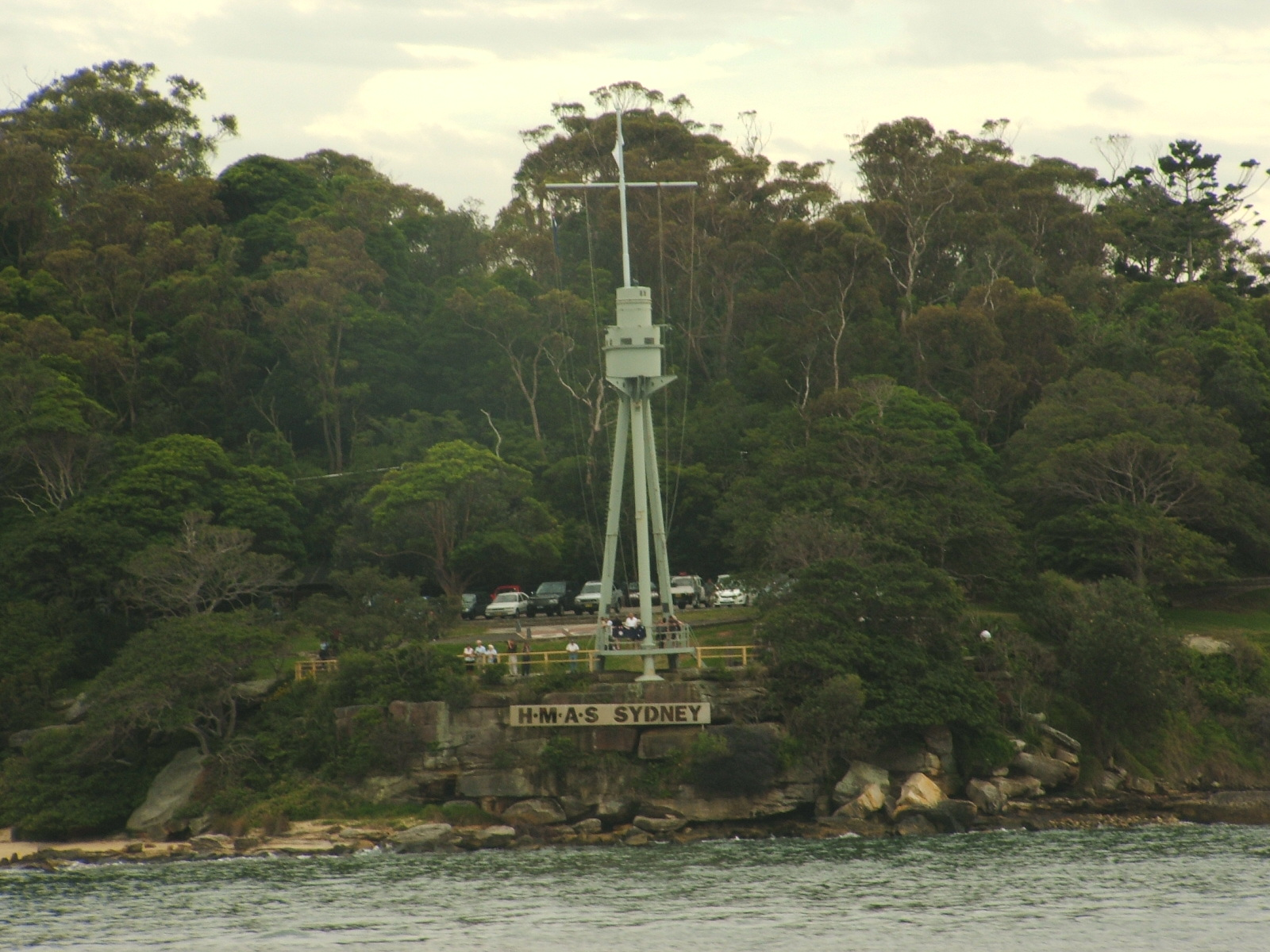
Mastspitze der Sydney als Nationales Denkmal

Am 9. April 1919 trat sie die Rückreise nach Australien an. Bis zu ihrer endgültigen Außerdienststellung diente sie in australischen Gewässern und machte lediglich 1922 eine umfangreichere Neuguineafahrt und 1927 eine Reise nach Neukaledonien und zu den Salomonen.
Ab dem 13. April 1923 befand sich der Kreuzer in Reserve. Am 29. September 1924 kam er wieder in den Dienst und war bis Oktober 1927 das Flaggschiff der Australischen Marine.
Am 8. Mai 1928 wurde die Sydney außer Dienst gestellt.
Ab Januar 1929 wurde sie auf Cockatoo Island, im Hafen von Sydney, verschrottet. Der Vormast und der Bug jedoch blieben erhalten und wurden im Hafen von Sydney als Denkmal an den Sieg von 1914 aufgestellt.
Die am Bradleys Head aufgestellte Mastspitze der Sydney ist seit Juni 2000 nationales Denkmal für alle in Kriegen verlorenen australischen Schiffe und gefallenen Seeleute.